# Радзюкевич, Эдуард Владимирович
Эдуа́рд Влади́мирович Радзюке́вич (род. 11 июля 1965, Петрозаводск, Карельская АССР, РСФСР, СССР) — российский актёр театра, кино и телевидения, режиссёр кино и телевидения, сценарист, продюсер, педагог, телеведущий.

## Биография
Родился 11 июля 1965 года в Петрозаводске. Учился в школе № 848 в Москве.

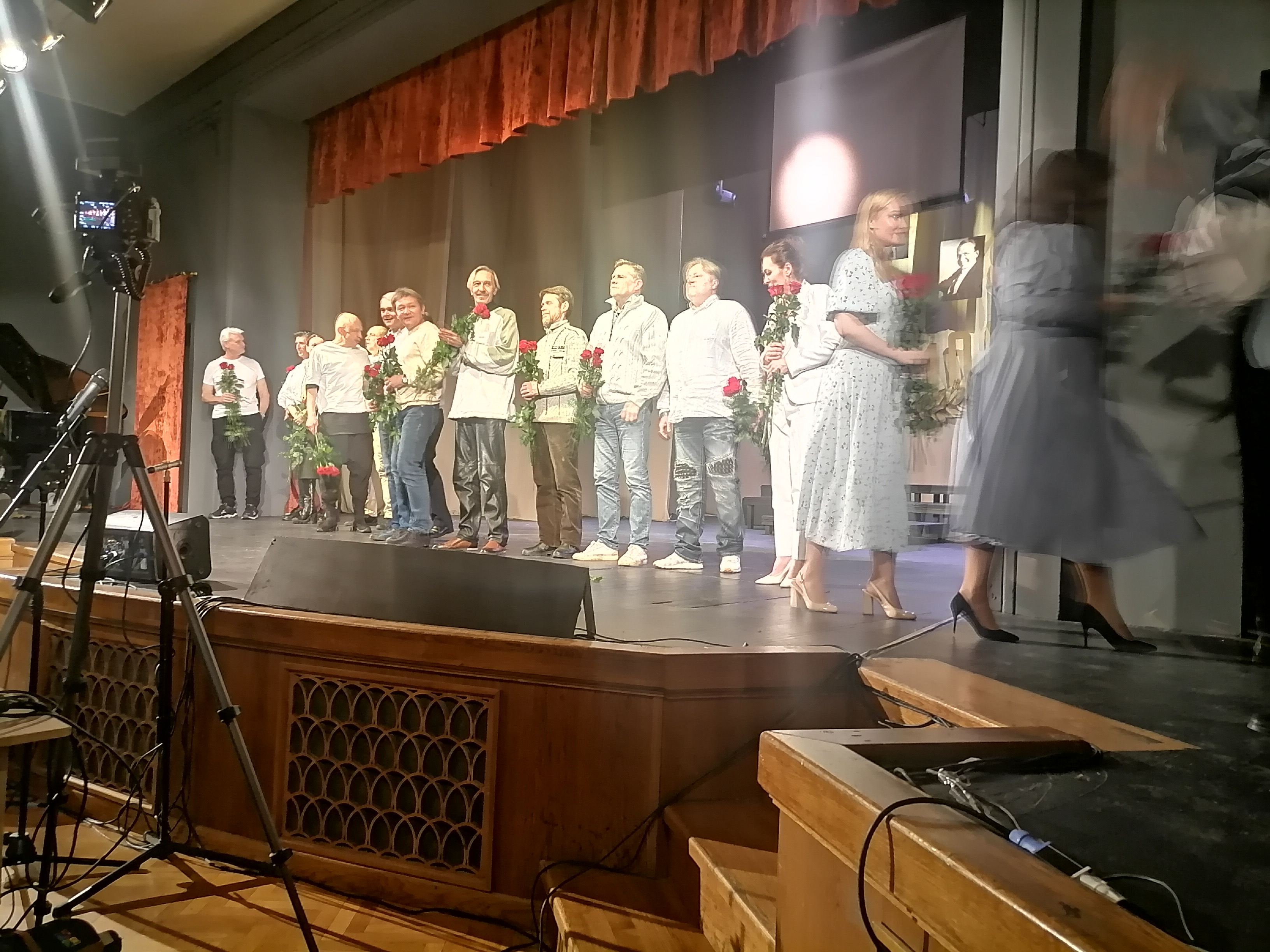
2022. Со своим выпуском на празднике училища

В 1992 году окончил Щукинское училище (курс Юрия Авшарова). Ещё будучи студентом, женился на актрисе и телеведущей Елене Ланской (род. 24.03.1968). По окончании института основал с друзьями театр «Учёная обезьяна», в котором работает до сих пор. Сотрудничает с Государственным академическим театром им. Е. Вахтангова и комическим театром «Квартет И». Преподаёт актёрское мастерство в ГИТИСе.
Актёр Центрального академического театра Российской армии.
Болельщик московского ХК «Динамо».

### Личная жизнь
Первая жена — актриса Елена Ланская.
Вторая жена — Елена Юровских c 2003 по 2022 год. В браке родился сын Георгий (2003).
Третья жена — Мария Сергеенкова с 15 июля 2022.

## Общественная позиция
В 2022 году поддержал вторжение России на Украину. Заявил о желании отправиться добровольцем на войну с Украиной, но «просто сейчас не позволяет здоровье».

## Творчество

### Актёр театра
- «Швейк, или Гимн идиотизму» (спектакль) Театр Сатиры — Швейк
- «Карлсон, который живёт на крыше» (мюзикл) — Карлсон (Государственный академический театр им. Е. Вахтангова)[4]
- «Летучая мышь» — Фальк
- «По семейным обстоятельствам» — Николай
- «Шесть кадров» (ТелеТеатр)
- «1002-я ночь» (Центр театральных технологий) — Фарух

### Театральный режиссёр
- «Ворожея, или Сеанс любовной магии»[5]
- «Ля Комедия 2, или Совсем другая история с элементами Большого Искусства» (Квартет И)
- «Швейк, или Гимн идиотизму» (театр Сатиры)
- «Город мышей» («Учёная обезьяна»)
- «Новый год forever!» (Хабаровский краевой театр драмы)
- «Новогоднее путешествие в Изумрудный город» (Stadium Live)

### Роли в кино
- 1992 — Баллада для Байрона — юродивый
- 2000 — Траектория бабочки — Вадим
- 2000 — Ёлка (короткометражный) — Миша
- 2001 — С точки зрения ангела — Дмитрий
- 2002 — Главные роли — Влад, второй режиссёр
- 2003 — Театральный роман — Панин
- 2004 — Время жестоких — Влад
- 2004 — Моя прекрасная няня — фотограф в модельном агентстве
- 2005 — Дура — Пио, художник
- 2005 — Двое у ёлки, не считая собаки — Стасик, жених Саши
- 2005 — 2006 — Кто в доме хозяин? — психотерапевт (серия «Берегите нервы!»)
- 2006 — Три полуграции — Борис Иннокентьевич, директор рекламного агентства
- 2007 — Агония страха — журналист, частный детектив
- 2008 — Аферисты — Вася Калинин, старатель, приятель Антона
- 2008 — Происшествие в городе М
- 2010 — На измене — Пётр Соломатин, депутат Государственной Думы
- 2010 — Зайцев, жги! История шоумена — коммерческий директор школы № 69
- 2010 — Банщик президента, или Пасечники Вселенной — режиссёр
- 2011 — All inclusive, или Всё включено — Рудольф
- 2012 — Тёмное царство — Аркадий Счастливцев
- 2013 — All inclusive, или Всё включено 2 — Рудольф
- 2013 — Стройка — судья
- 2017 — Графомафия — Весельчак
- 2020 — Вратарь Галактики — трёхлапый охранник

### Режиссёр фильмов и телесериалов
- 2004—2005 — Моя прекрасная няня
- 2005—2006 — Кто в доме хозяин?
- 2006 — Братья по-разному
- 2007 — Папины дочки
- 2007 — Шаг за шагом
- 2008 — Гуманоиды в Королёве
- 2009 — Сваты 3
- 2011 — All inclusive, или Всё включено
- 2013 — All inclusive, или Всё включено 2
- 2017 — Графомафия

### Актёр телевидения
- 2005 — «Дорогая передача»
- 2006—2014 — «6 кадров»
- 2006—2009 — «Слава Богу, ты пришёл!»
- 2007 — «Большая разница»
- 2009 — 2011 — Папины дочки — Эдуард Владимирович Радуевич, директор ООО «ППП» («Праздник! Праздник! Праздник!»), начальник Людмилы Васнецовой и Тамары Кожемятько
- 2013 — «Нереальная история» — Менделеев
- 2018 — «Субботний вечер» — продюсер

### Ведущий телевидения
- 2000—2001 — «Телекоктейль „На троих“»
- 2004 — «12 негритят»

### Озвучивание мультфильмов
- 2004 — Слондайк — Донна Хуан
- 2006 — Колобок
- 2013 — Печать царя Соломона — Вася
- 2016 — Синдбад. Пираты семи штормов — Тиглат
- 2018 — Морси (1-3 серии) — кот Митрофан

### Дубляж
- 2008 — Бобро поржаловать — Филипп Абрамс
- 2008 — Мы — легенды — комиссар
- 2014 — Любовь от всех болезней / Superchondriac Supercondriaque (Франция)

### Прочее
- 1992—2004 — «Сам себе режиссёр» — автор текстов, кукловод
- 2004—2007 — «Хорошие шутки» — участник
- 2004 — «Юрмала-2004»
- 2008 — «Династия»
- 2009 — «Самый умный кадр» — участник
- 2009 — «Видеобитва» — член жюри
- 2015 — «Большой вопрос» — участник
- 2017 — «Короли фанеры» — участник